# Österreichische Alpine Skimeisterschaften 2016
Die Österreichischen Alpinen Skimeisterschaften 2016 fanden von 30. März bis 7. April 2016 im Salzburger Dienten am Hochkönig und am Pitztaler Gletscher in Tirol statt. Die Rennen waren zumeist international besetzt, um die Österreichische Meisterschaft fuhren jedoch nur die österreichischen Teilnehmer.

## Herren

### Abfahrt
| Platz | Name                 | Zeit        |
| ----- | -------------------- | ----------- |
| 01    | Sebastian Arzt       | 1:07,46 min |
| 02    | Slaven Dujakovic     | 1:07,54 min |
| 03    | Stefan Babinsky      | 1:08,17 min |
| 04    | Daniel Hemetsberger  | 1:08,49 min |
| 05    | Johannes Kröll       | 1:08,50 min |
| 06    | Christian Walder     | 1:08,64 min |
| 07    | Lukas Trinkl         | 1:08,79 min |
| 08    | Marco Pfiffner (LIE) | 1:08,88 min |
| 09    | Manuel Traninger     | 1:08,95 min |
| 10    | Michael Offenhauser  | 1:08,96 min |

Datum: 6. April 2016

Ort: St. Leonhard im Pitztal

Piste: Pitztaler Gletscher

Start: 3365 m, Ziel: 2775 m

Höhendifferenz: 590 m

Tore: 33

### Super-G

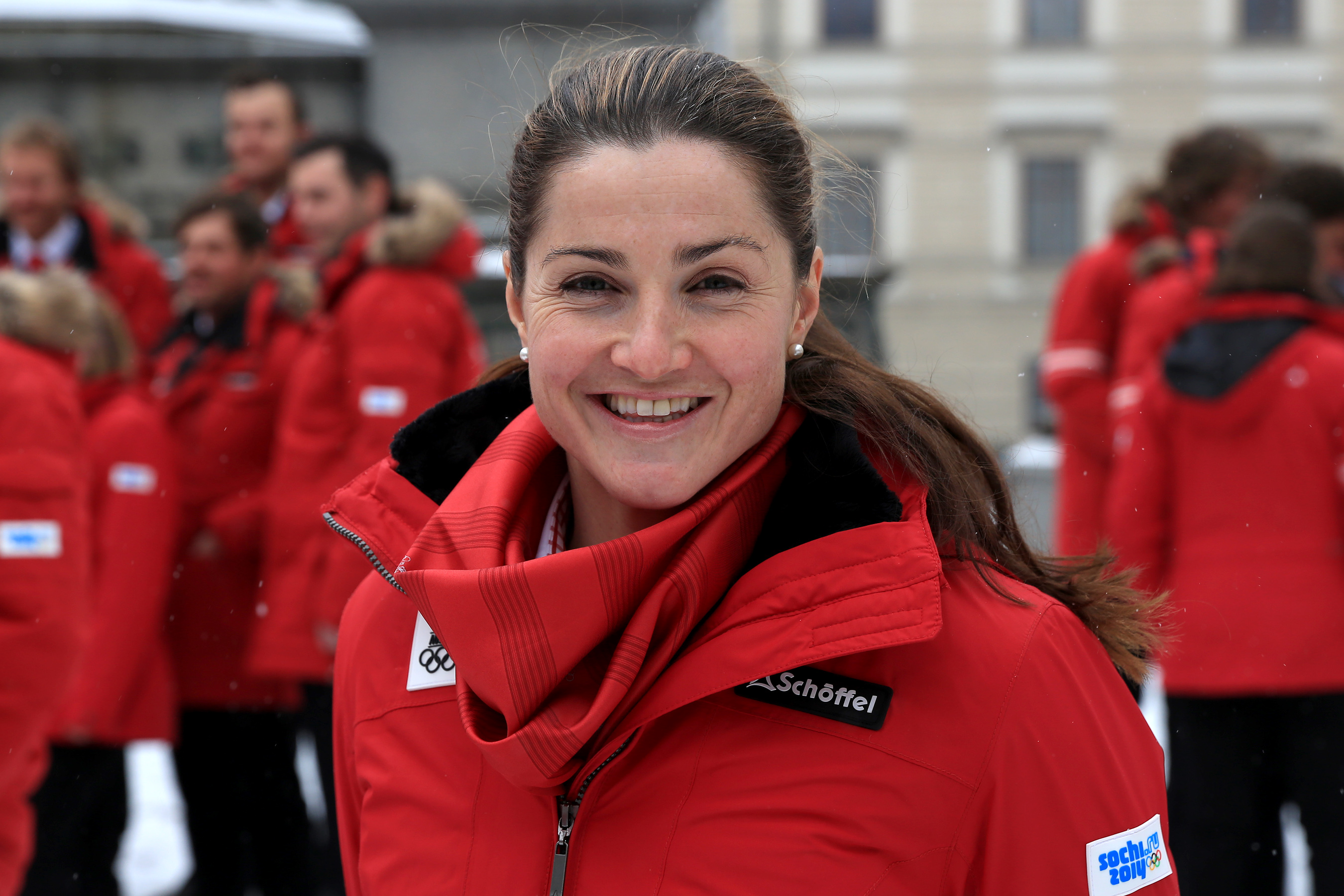
Elisabeth Görgl gewann im Super-G ihren insgesamt sechsten Staatsmeistertitel.

| Platz | Name                   | Zeit        |
| ----- | ---------------------- | ----------- |
| 01    | Hannes Reichelt        | 1:35,89 min |
| 02    | Otmar Striedinger      | 1:36,08 min |
| 03    | Christian Walder       | 1:36,28 min |
| 04    | Romed Baumann          | 1:36,41 min |
| 05    | Natko Zrnčić-Dim (CRO) | 1:36,94 min |
| 06    | Johannes Kröll         | 1:36,98 min |
| 07    | Maximilian Lahnsteiner | 1:37,04 min |
| 08    | Michael Offenhauser    | 1:37,40 min |
| 09    | Ryō Sugai (JPN)        | 1:37,50 min |
| 10    | Stefan Babinsky        | 1:37,70 min |

Datum: 7. April 2016

Ort: St. Leonhard im Pitztal

Piste: Pitztaler Gletscher

Start: 3365 m, Ziel: 2775 m

Höhendifferenz: 590 m

Tore: 43

### Riesenslalom

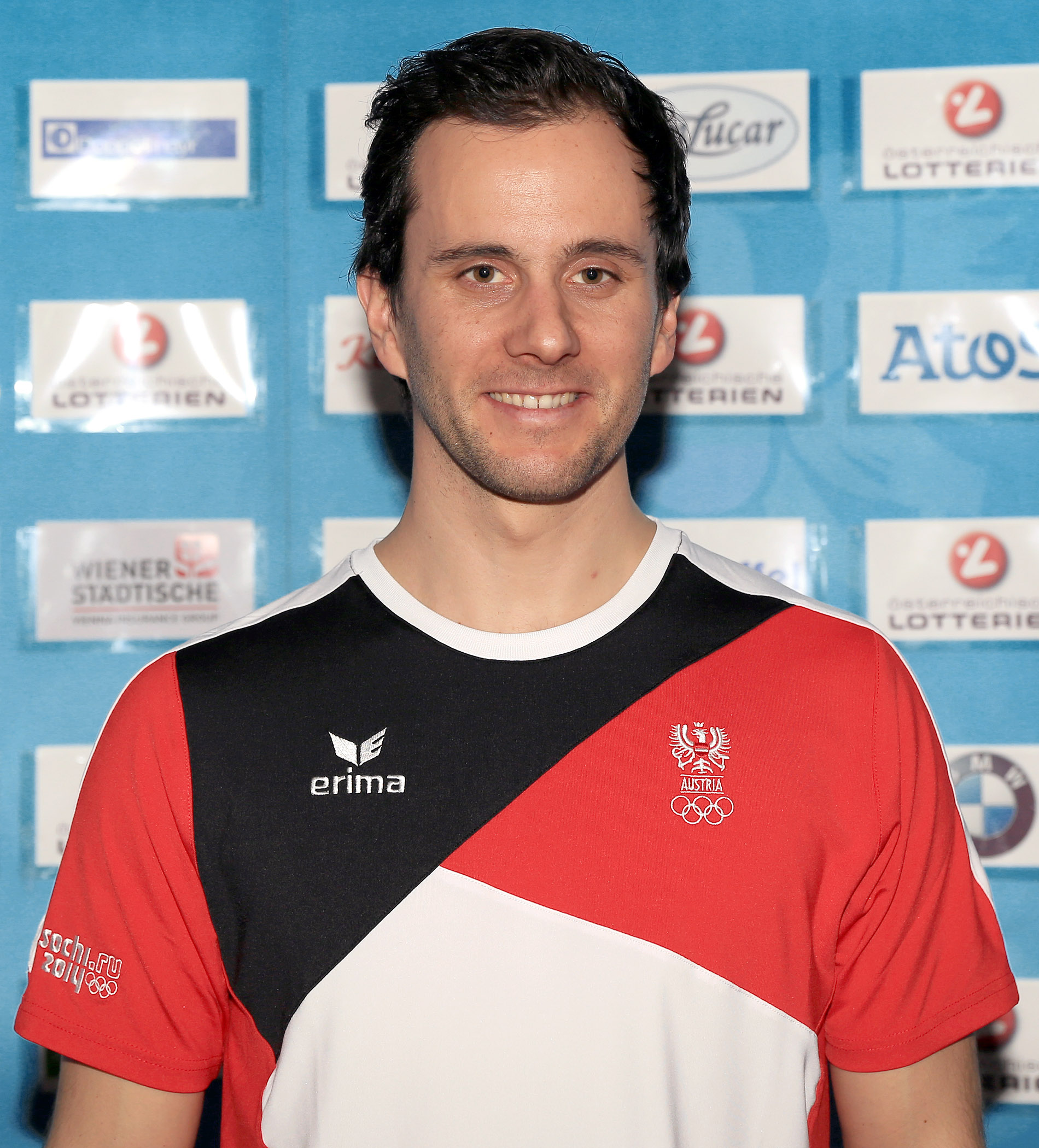
Philipp Schörghofer gewann im Riesenslalom seinen zweiten Staatsmeistertitel nach 2011.

| Platz | Name                   | Zeit        |
| ----- | ---------------------- | ----------- |
| 01    | Philipp Schörghofer    | 1:57,79 min |
| 02    | Marco Schwarz          | 1:58,23 min |
| 03    | Samu Torsti (FIN)      | 1:58,27 min |
| 04    | Christian Hirschbühl   | 1:58,31 min |
|       | Johannes Strolz        | 1:58,31 min |
| 06    | Maximilian Lahnsteiner | 1:58,43 min |
| 07    | Christoph Nösig        | 1:58,81 min |
| 08    | Marcel Mathis          | 1:59,00 min |
| 09    | Michael Matt           | 1:59,16 min |
| 10    | Vincent Kriechmayr     | 1:59,17 min |

Datum: 30. März 2016

Ort: Dienten am Hochkönig

Start: 1435 m, Ziel: 1132 m

Höhendifferenz: 303 m

Tore 1. Lauf: 42, Tore 2. Lauf: 42

### Slalom

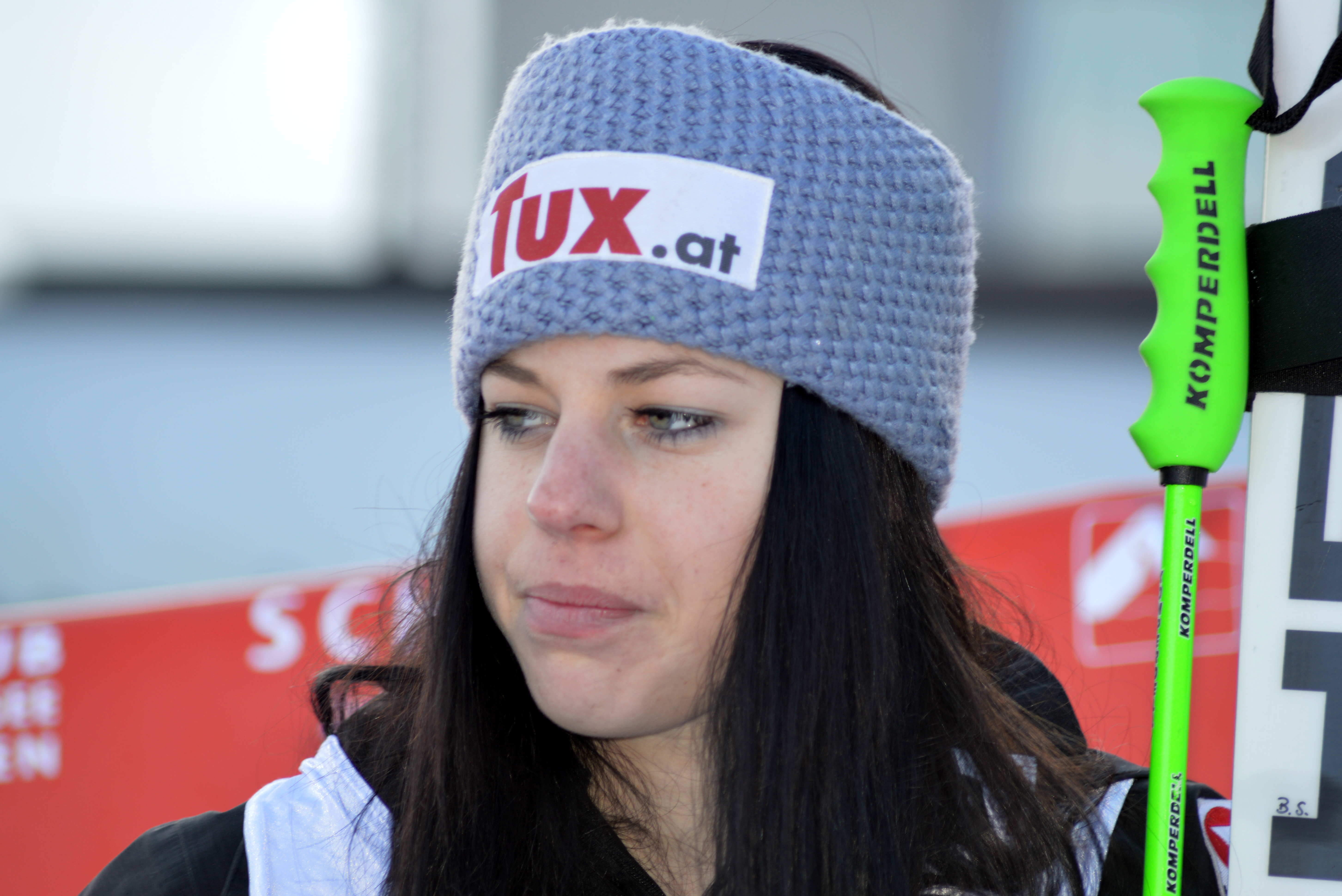
Stephanie Brunner gewann im Slalom ihren ersten Staatsmeistertitel.

| Platz | Name                 | Zeit        |
| ----- | -------------------- | ----------- |
| 01    | Marco Schwarz        | 1:52,92 min |
| 02    | Michael Matt         | 1:53,02 min |
| 03    | Dominik Raschner     | 1:53,72 min |
| 04    | Matej Vidović (CRO)  | 1:54,01 min |
| 05    | Wolfgang Hörl        | 1:54,41 min |
| 06    | Christian Hirschbühl | 1:54,50 min |
| 07    | Štefan Hadalin (SLO) | 1:55,07 min |
| 08    | Istok Rodeš (CRO)    | 1:58,27 min |
| 09    | Miha Kürner (SLO)    | 1:55,79 min |
| 10    | Žan Grošelj (SLO)    | 1:55,94 min |

Datum: 31. März 2016

Ort: Dienten am Hochkönig

Start: 1322 m, Ziel: 1132 m

Höhendifferenz: 190 m

Tore 1. Lauf: 67, Tore 2. Lauf: 69

### Kombination
| Platz | Name                 | Zeit        |
| ----- | -------------------- | ----------- |
| 01    | Marco Schwarz        | 2:16,95 min |
| 02    | Christian Walder     | 2:17,44 min |
| 03    | Romed Baumann        | 2:17,61 min |
| 04    | Michael Matt         | 2:17,84 min |
| 05    | Rio Sugay (JPN)      | 2:18,14 min |
| 06    | Johannes Kröll       | 2:18,68 min |
| 07    | Manuel Traninger     | 2:18,85 min |
| 08    | Marco Pfiffner (LIE) | 2:19,68 min |
|       | Slaven Dujakovic     | 2:19,68 min |
| 10    | Manuel Feller        | 2:19,78 min |

Datum: 7. April 2016

Ort: St. Leonhard im Pitztal

Piste: Pitztaler Gletscher

Start: 3365 m, Ziel: 2774 m (Super-G)

Höhendifferenz: 590 m (Super-G)

Tore Super-G: 43, Tore Slalom: 48
Als erster Lauf wurde der am selben Tag ausgetragene Super-G-Meisterschaftslauf gewertet.

## Damen

### Abfahrt
| Platz | Name                  | Zeit        |
| ----- | --------------------- | ----------- |
| 01    | Tamara Tippler        | 1:08,61 min |
|       | Christina Ager        | 1:08,61 min |
| 03    | Bianca Venier         | 1:08,85 min |
| 04    | Elisabeth Reisinger   | 1:09,09 min |
| 05    | Stephanie Venier      | 1:09,36 min |
| 06    | Patrizia Dorsch (GER) | 1:09,49 min |
| 07    | Christine Scheyer     | 1:09,53 min |
| 08    | Mirjam Puchner        | 1:09,65 min |
| 09    | Stefanie Moser        | 1:09,68 min |
| 10    | Nadine Fest           | 1:09,93 min |

Datum: 6. April 2016

Ort: St. Leonhard im Pitztal

Piste: Pitztaler Gletscher

Start: 3365 m, Ziel: 2775 m

Höhendifferenz: 590 m

Tore: 33

### Super-G
| Platz | Name                | Zeit        |
| ----- | ------------------- | ----------- |
| 01    | Elisabeth Görgl     | 1:39,97 min |
| 02    | Mirjam Puchner      | 1:40,15 min |
| 03    | Tamara Tippler      | 1:40,47 min |
| 04    | Stephanie Venier    | 1:41,07 min |
| 05    | Stefanie Moser      | 1:41,31 min |
| 06    | Nina Ortlieb        | 1:41,42 min |
| 07    | Sabrina Maier       | 1:41,72 min |
| 08    | Rosina Schneeberger | 1:41,79 min |
| 09    | Nadine Fest         | 1:42,30 min |
| 10    | Elisa Pilz          | 1:42,48 min |

Datum: 7. April 2016

Ort: St. Leonhard im Pitztal

Piste: Pitztaler Gletscher

Start: 3365 m, Ziel: 2775 m

Höhendifferenz: 590 m

Tore: 43

### Riesenslalom
| Platz | Name                 | Zeit        |
| ----- | -------------------- | ----------- |
| 01    | Ricarda Haaser       | 2:02,61 min |
| 02    | Katharina Huber      | 2:03,03 min |
| 03    | Rosina Schneeberger  | 2:03,45 min |
| 04    | Carmen Thalmann      | 2:03,96 min |
| 05    | Katharina Truppe     | 2:04,00 min |
| 06    | Stephanie Resch      | 2:04,20 min |
| 07    | Ramona Siebenhofer   | 2:04,27 min |
| 08    | Elisabeth Reisinger  | 2:04,29 min |
| 09    | Michaela Kirchgasser | 2:04,32 min |
| 10    | Nadine Fest          | 2:04,80 min |

Datum: 1. April 2016

Ort: Dienten am Hochkönig

Start: 1435 m, Ziel: 1132 m

Höhendifferenz: 303 m

Tore 1. Lauf: 40, Tore 2. Lauf: 40

### Slalom
| Platz | Name                  | Zeit        |
| ----- | --------------------- | ----------- |
| 01    | Stephanie Brunner     | 1:58,69 min |
| 02    | Katharina Huber       | 1:58,77 min |
| 03    | Bernadette Schild     | 1:58,86 min |
| 04    | Carmen Thalmann       | 1:59,02 min |
| 05    | Lisa-Maria Zeller     | 1:59,29 min |
| 06    | Charlie Guest (GBR)   | 1:59,54 min |
| 07    | Chiara Mair           | 1:59,55 min |
| 08    | Katharina Liensberger | 1:59,70 min |
| 09    | Hannah Köck           | 1:59,84 min |
| 10    | Stephanie Resch       | 2:00,33 min |

Datum: 31. März 2016

Ort: Dienten am Hochkönig

Start: 1322 m, Ziel: 1132 m

Höhendifferenz: 190 m

Tore 1. Lauf: 70, Tore 2. Lauf: 70

### Kombination
| Platz | Name                | Zeit        |
| ----- | ------------------- | ----------- |
| 01    | Rosina Schneeberger | 2:26,27 min |
| 02    | Sabrina Maier       | 2:27,10 min |
|       | Ricarda Haaser      | 2:27,10 min |
| 04    | Nadine Fest         | 2:27,75 min |
| 05    | Nina Ortlieb        | 2:28,13 min |
| 06    | Eva-Maria Brem      | 2:28,46 min |
| 07    | Christina Ager      | 2:28,51 min |
| 08    | Elisa Pilz          | 2:28,60 min |
| 09    | Stephanie Venier    | 2:28,94 min |
| 10    | Katharina Huber     | 2:29,67 min |

Datum: 7. April 2016

Ort: St. Leonhard im Pitztal

Piste: Pitztaler Gletscher

Start: 3365 m, Ziel: 2775 m (Super-G)

Höhendifferenz: 590 m (Super-G)

Tore Super-G: 43, Tore Slalom: 48
Als erster Lauf wurde der am selben Tag ausgetragene Super-G-Meisterschaftslauf gewertet.